# دژ سلطنتی مادرید

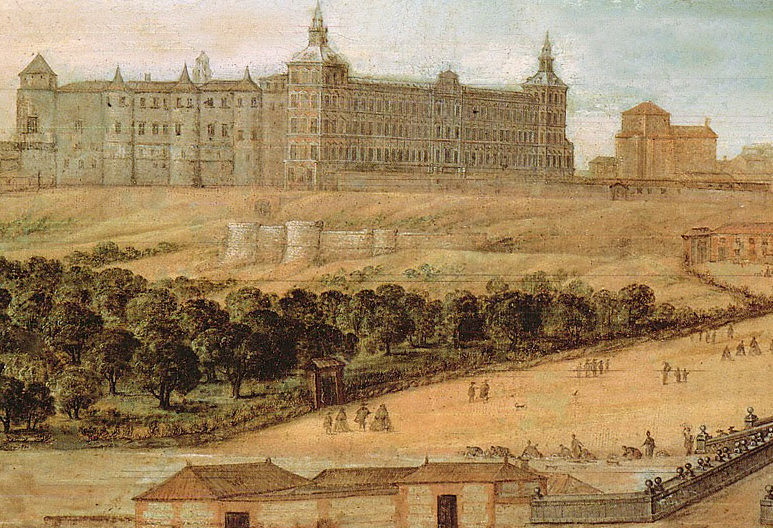
یک نقاشی از سده هفدهم از دژ سلطنتی مادرید. در این نقاشی نمای جنوبی (راست) در مراحل پایانی ساخت توسط معمار اسپانیایی خوان گومز د مورا در ۱۶۳۶ دیده می‌شود. نمای غربی (چپ) از نمای قدیمی باقی مانده که احتمالاً به دست مسلمانان در دوران حضورشان در اسپانیا ساخته شده و منشأ تغییرات مختلفی که بعداً در ساختمان داده شده، بوده است.

دژ سلطنتی مادرید (انگلیسی: Royal Alcázar of Madrid) دژی بود که در محل کنونی کاخ سلطنتی مادرید اسپانیا قرار داشت. ساختمان آن در اصل در نیمه دوم سده نهم میلادی (۸۶۰ تا ۸۸۰ میلادی) به دست محمد یکم ساخته شده بود و سپس در طول سده‌ها، به خصوص پس از سال ۱۵۶۰، گسترش یافت و به وسعت آن افزوده شد. در سده شانزدهم این دژ به کاخ سلطنتی تبدیل و مادرید پایتخت امپراتوری اسپانیا شد. با وجود مبدل شدن به کاخ، این ساختمان عظیم عنوان الکاسر (به معنای دژ) را حفظ کرد.
اولین گسترش این بنا توسط کارل پنجم سفارش داده شد و در ۱۵۳۷ به پایان رسید. نمای بیرونی آن را خوان گومز د مورای معمار در ۱۶۳۶ و به سفارش فیلیپ چهارم ساخت.
در ۲۴ دسامبر ۱۷۳۴ همزمان با انتقال دادگاه به کاخ ال پاردو، دژ سلطنتی در آتش سوخت و کاملاً ویران شد. در اثر آتش‌سوزی بسیاری از آثار هنری گنجینه کاخ به همراه حدود ۵۰۰ نقاشی از بین رفتند. آثاری همچون ندیمه‌های دیه‌گو ولاسکس نجات یافتند.
چهار سال بعد در ۱۷۳۸ و به دستور فیلیپ پنجم (اولین شاه بوربون) کاخ سلطنتی مادرید بر ویرانه‌های دژ سابق ساخته شد و در ۱۷۶۴ کارلوس سوم اسپانیا برای اولین بار از آن به عنوان مکان اقامتش استفاده کرد.